# Diaphorina rubra
Diaphorina rubra är en insektsart som beskrevs av Heslop-harrison 1961. Diaphorina rubra ingår i släktet Diaphorina och familjen rundbladloppor. Inga underarter finns listade i Catalogue of Life.